# Arrondissement Saint-Dié-des-Vosges
Saint-Dié-des-Vosges je správní územní jednotka ležící v regionu Lotrinsko ve Francii. Člení se dále na 10 kantonů a 90 obcí.

## Kantony
- Brouvelieures
- Corcieux
- Fraize
- Gérardmer
- Provenchères-sur-Fave
- Raon-l'Étape
- Saint-Dié-des-Vosges-Est
- Saint-Dié-des-Vosges-Ouest
- Senones